# Friedrich Hondorff

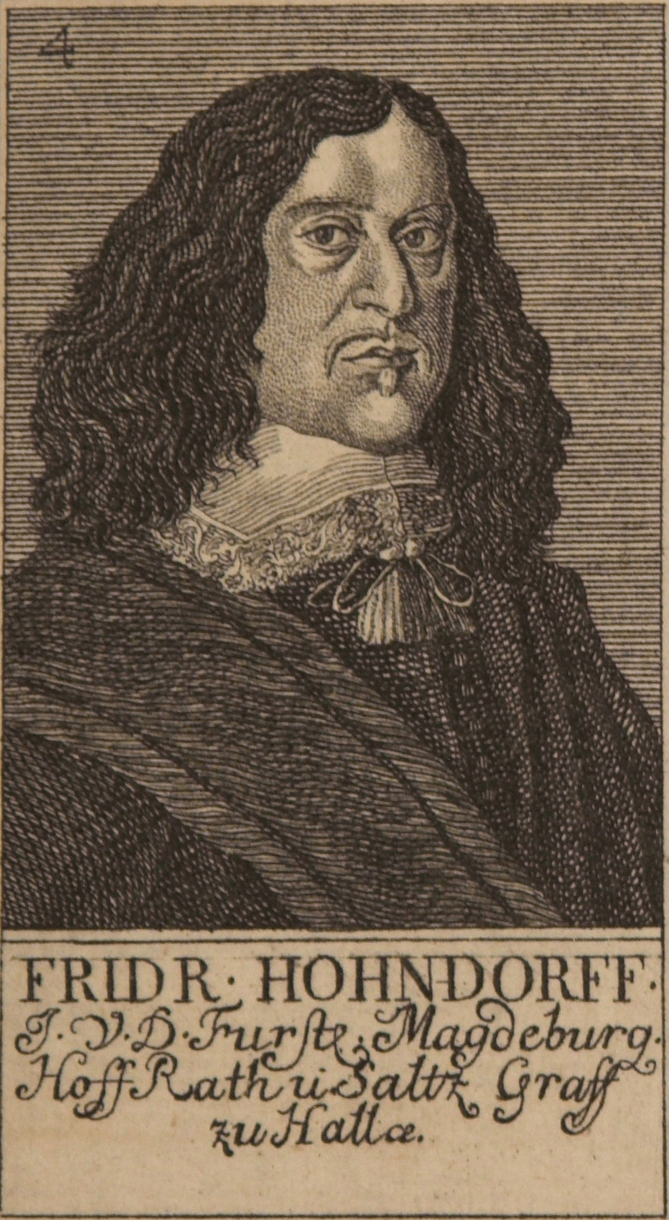
Friedrich Hondorff (in: Johann Christoph von Dreyhaupt, Beschreibung des Saalkreises, 1750)

Friedrich Hondorff (* 25. August 1628 in Halle (Saale); † 30. April 1694 ebenda) war ab 1660 Salzgraf in Halle, zudem hatte er das Amt eines Magdeburgischen Hof- und Justizien-Rates inne. 1670 veröffentlichte er eine Beschreibung der hallischen Saline unter dem Titel Das Saltz-Werck zu Halle in Sachsen.

## Leben
Friedrich Hondorff wurde als einziger Sohn des Stiftschreibers und Bornmeisters Georg Hondorff geboren. Er erhielt Privatunterricht und besuchte das Gymnasium, bevor er 1645 für zwei Jahre ein Studium der Philosophie und Rechtswissenschaften an der Universität Jena aufnahm. Seiner Mutter fehlte es an Mitteln, nachdem ihr Ehemann bereits 1640 im Alter von 82 Jahren gestorben war. Friedrich Hondorff ging nach Kopenhagen, „um daselbst als ein Teutscher, seiner Hoffnung nach, gute Condition zu überkommen“. Als sich die in die dänische Stadt gesetzten Hoffnungen nicht erfüllten, wandte sich Hondorff nach Rostock, wo er zwei Jahre blieb und seine Studien an der Universität fortsetzte. Er heiratete außerdem die Witwe Anne Krullin und ging mit ihr nach Küstrin, wo er eine Zeit lang als Advokat tätig war. Am 15. August 1650 wurde ihm nach einer Disputation das Lizenziat (Licentiatum Juris) verliehen. Hondorff ging wieder nach Rostock, um dort als Advokat zu praktizieren, kehrte aber 1651 in seine Vaterstadt Halle zurück, nachdem er sich aufgrund der großen Anzahl Rechtsgelehrter in Rostock nicht etablieren konnte.
Im Jahre 1653 erhielt Friedrich Hondorff eine Stelle im Schöppenstuhl der Stadt Halle, drei Jahre später wurde er Inspector der Administrations Verfassung und Inspector der fürstlichen Stipendiaten. 1657 ernannte ihn Herzog August von Sachsen-Weißenfels zum Hofrat. Drei Jahre später erlangte Hondorff den Doktorgrad und wurde als Nachfolger von Jacob Unruhe Salzgraf der Saline zu Halle, ein Amt, welches er bis zu seinem Tod innehatte. Am 12. November 1676 starb seine erste Frau, das Paar war kinderlos geblieben. Am 24. November des darauffolgenden Jahres heiratete Friedrich Hondorff Barbara Rudloff, der Tochter eines Wurzner Domherren und Pfänners. Im Jahr 1680 verstarb auch diese Ehefrau, ohne dass die Ehe zu Nachkommen geführt hätte. Seine dritte Ehe schloss Hondorff am 11. Juli 1681 mit Dorothee Sophie Strauchs († 1710), der Tochter eines kurfürstlich-sächsischen Geheimen Rates. Am 4. Juni 1684 kam Friedrich Hondorffs einziges Kind, Friedrich August (Fridericum Augustinum) zur Welt. Am 30. April 1694 starb Friedrich Hondorff im Alter von 66 Jahren an den Folgen eines Nierensteinleidens. Er wurde im Bogen 33 des Stadtgottesackers beigesetzt. Sein Nachfolger als Salzgraf wurde Christian Gottfried Prenckenhoff.

## Beschreibung der hallischen Saline

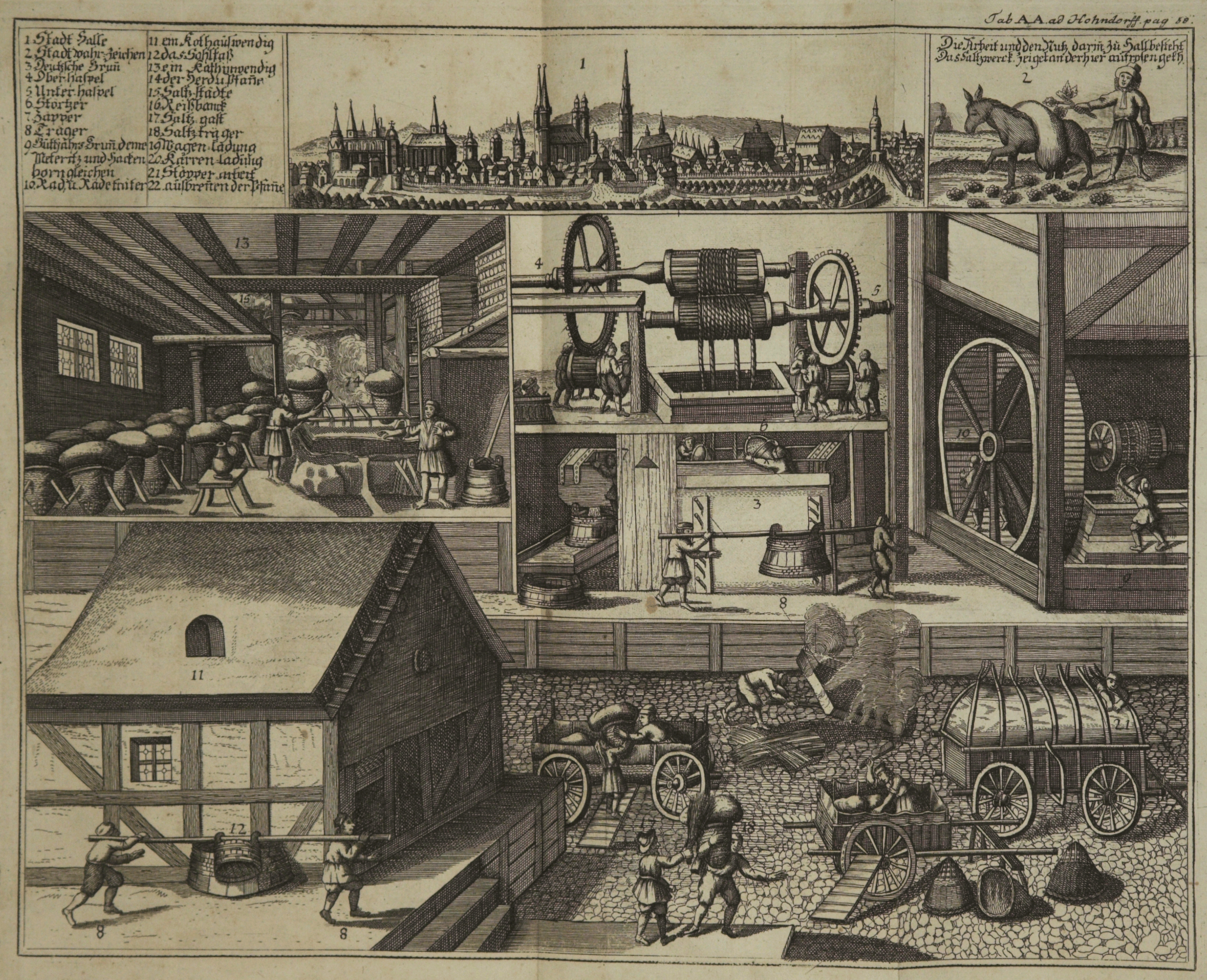
Darstellung der Saline (in: Johann Christoph von Dreyhaupt, Beschreibung des Saalkreises, 1750)

In seiner Funktion als Salzgraf verfasste Friedrich Hondorff 1670 eine Beschreibung der hallischen Saline unter dem Titel Das Saltz-Werck zu Halle in Sachsen. Das Werk beinhaltet sowohl eine Beschreibung der Salzquellen und der Salzgewinnung, als auch eine Darstellung der Besitzverhältnisse, der verschiedenen Ämter und Berufe der Saline sowie rechtlicher Regelungen. Die Darstellung wird von Ertragsaufstellungen, Listen der Amtsträger und einem umfangreichen Anhang abgeschlossen. Der Anhang erhält Dokumente im Zusammenhang mit den Salzquellen.
Der Jurist und Historiker Johann Christoph von Dreyhaupt (1699–1768) entschloss sich 78 Jahre nach Erscheinen des Buches, Hohndorffs Ausführungen „wegen Seltenheit“ in aktualisierter und erweiterter Form dem zweiten Band seines Werkes Beschreibung des Saalkreises (1749/50) hinzuzufügen.

## Werke
- Das Saltz-Werck zu Halle in Sachsen befindlich / Von Friedrich Hondorffen/ I.U.D. Fürstl. Magdeb. Hof- u. Justitien-Rathe/ auch Saltzgräfen/ Eigendlich beschrieben Mit Angefügten Copien/ der vornehmsten/ in solcher Beschreibung angegezogenen Recesse, Verträge/ Abschiede und anderer Urkunden. Ingleichen den gewöhnlichen Eydes-Formuln der Regenten/ Beampten/ Bediente/ und Arbeiter im Thale daselbst. Christian Fick, Leipzig, 1670, urn:nbn:de:gbv:3:1-158399